# Histoire des Juifs à Kutno

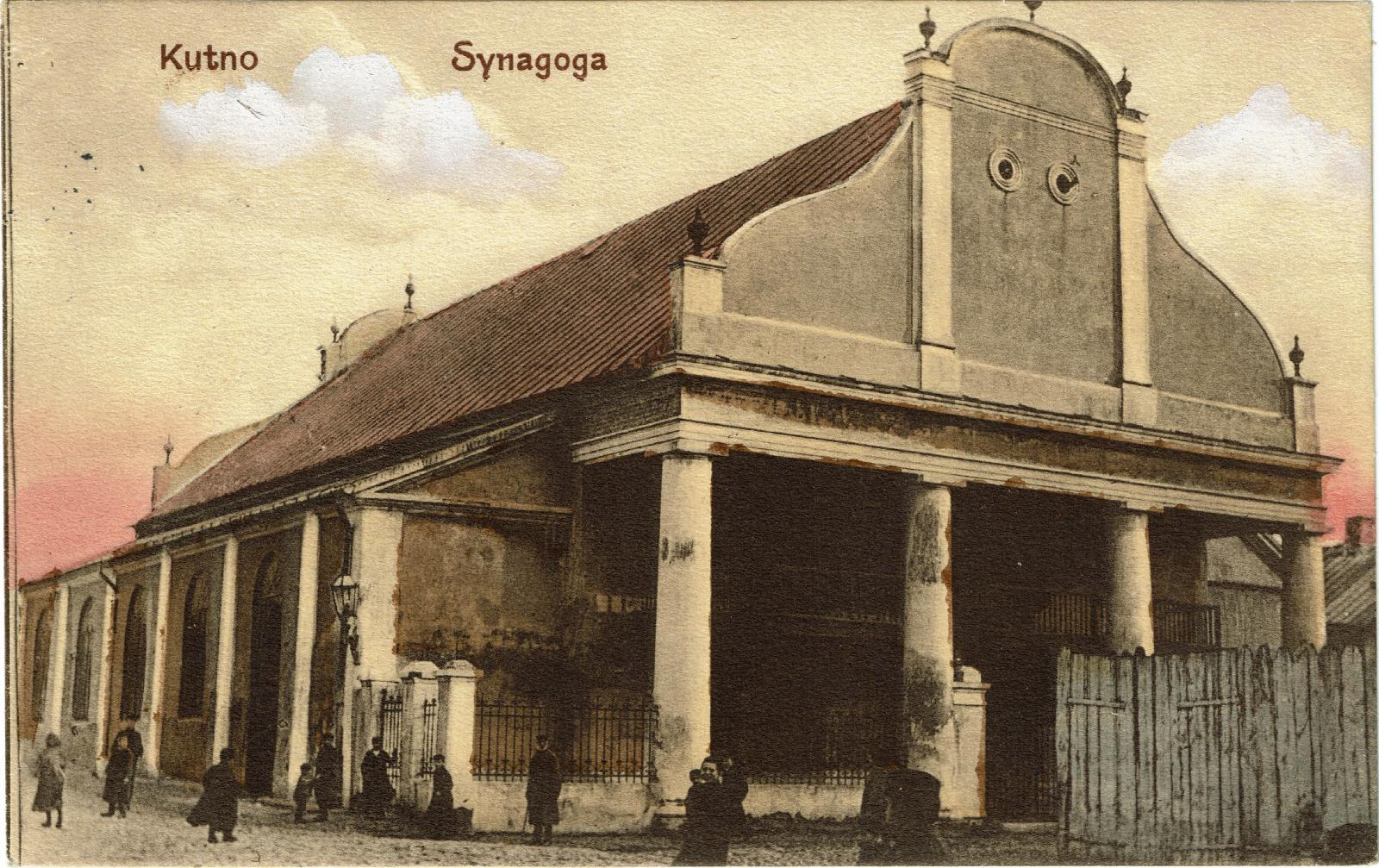
La synagogue de Kutno construite de 1766 à 1799

L'histoire des Juifs à Kutno commence dès le XIVe siècle et se termine de façon tragique pendant la Seconde Guerre mondiale avec l'extermination de la grande majorité de ses membres. Les Juifs qui ont représenté jusqu'à 70 % de la population de la ville dans le courant du XIXe siècle ont été tout au long de leur présence un facteur important dans le développement économique de la ville.
Kutno est une ville polonaise située dans la voïvodie de Łódź, à 60 km au nord de Łódź. Initialement propriété de la famille Zamoyski, Kutno devient prussienne en 1793 lors du deuxième partage de la Pologne, puis fait partie du duché de Varsovie lors de la courte période napoléonienne. Après 1815, Kutno est intégré au royaume du Congrès sous tutelle russe. Kutno devient polonaise quand la Pologne retrouve son indépendance. Dès le début de la Seconde Guerre mondiale, Kutno est envahie par la Wehrmacht et intégrée au Reichsgau Wartheland. La ville sera libérée par l'Armée rouge en janvier 1945. Actuellement Kutno compte un peu plus de 40 000 habitants.

## Histoire des Juifs à Kutno

### Les débuts de la communauté
Il est impossible de déterminer la date exacte de l'arrivée de Juifs à Kutno. Les premiers résidents juifs ont dû s'installer au XIVe siècle ou au début du XVe siècle. La première source historique date de 1513. Dans un document publié par le roi de Pologne Sigismond Ier, il est fait mention de trois marchands juifs: Salomon, Lewek et Moszek. C'est une lettre leur accordant une prolongation annuelle du remboursement d'une dette. Dans ce document il est aussi fait mention d'un hameau connu sous le nom de Żydowo. On suppose qu'il devait se trouver à l'est de la ville connu actuellement sous le nom de Józefów.
À cette époque, la ville est relativement bien développée en commerce et artisanat, avec les positions dominantes tenues par les Juifs. Kutno est habitée par plusieurs familles juives mais il n'est cependant pas possible de parler d'une communauté juive indépendante et organisée.
En 1538, lors de la réunion de la diète à Piotrków Trybunalski, la noblesse polonaise recherche les faveurs des communautés juives et adopte une résolution excluant les Juifs vivant dans des villes et villages privés de la protection légale du roi. Dès lors, les Juifs vivant dans des domaines privés sont subordonnés au propriétaire local. La situation légale et économique de la population juive vivant dans des villes et villages détenus par des nobles est régie par un acte de 1539. La seule obligation des Juifs à l'administration d'État est de payer la capitation. Malgré ce traité, la vie des habitants juifs de Mazovie reste plutôt compliquée. Les bourgeois chrétiens déploient des efforts continus pour imposer le privilège de non tolerandis Judaeis, et ce privilège est souvent légitimé dans des domaines privés dans cette partie de la Pologne. Ce privilège restreint largement l'installation des Juifs dans la région du XVIe au XVIIIe siècle. Les communautés juives situées dans les villes royales sont généralement indépendantes et possèdent une certaine autonomie par rapport aux autorités locales et aux bourgeois. L'autonomie et la protection royale leur est garanties par le gouverneur local.
Dans les villes appartenant aux nobles comme Kutno, l'autonomie de la communauté juive dépend du bon vouloir du propriétaire, qui parfois interfère aussi dans les affaires internes de la communauté et dans les relations entre les bourgeois chrétiens et les Juifs. Ils essaient en général de prévenir toute escalade de conflits économiques et religieux qui conduirai à l'expulsion des Juifs, ce qui aurait pour conséquence une diminution substantielle des revenus du domaine. En général, ils encouragent les Juifs à venir s'installer dans leurs villes en leur offrant une certaine protection.
En 1555 et 1556, grâce aux privilèges accordés à Kutno par le roi Sigismond Augustus, la ville connait une période de développement rapide, avec une augmentation significative de la population juive locale.
Sur la base du registre des paiements de capitations de 1579, on estime qu'il y a à cette époque 63 Juifs vivant à Kutno. Une communauté juive indépendante opère probablement dans la ville, tandis que les Juifs vivant dans les villes voisines sont organisés en sous-communautés administrativement subordonnées à la communauté de Kutno. À partir de la fin du XVIIe siècle, les Juifs locaux sont principalement engagés dans l'artisanat et le commerce. Certains d’entre eux effectuent même du commerce international. On peut supposer que le marchand Aszer ben Aszel, dont le nom de famille est Kutner et qui s'est rendu à Amsterdam en 1585, est originaire de Kutno.
Lors du Déluge suédois, de 1655 à 1660, la ville, bien que n'étant pas située dans la zone de combat, connait néanmoins de nombreux pillages et des destructions considérables provoquées par l'armée suédoise. Peu de temps après, la communauté juive de la ville connait une vague de pogroms. La plupart des communautés juives tombent en déclin après l’invasion suédoise, mais au fil du temps, elles retrouvent leur ancienne position. C'est également le cas à Kutno. Le déluge provoque l’effondrement économique de la ville, qui perd alors de son importance. Bien que les propriétaires soient tentés de relancer l'économie, par la création de quatre guildes, confirmée par une charte royale, le résultat escompté n'est pas atteint. Dans la seconde moitié du XVIIe siècle, en 1662, Kutno n'est plus habitée que par quelques centaines de personnes, dont 250 chrétiens et un nombre indéterminé de Juifs. À la fin du XVIIe siècle, le chef de la communauté juive est le rabbin Moshe Yekutiel Koifman Ha-kohen, auteur du traité religieux Lachem Hapnimu (Pain intérieur), et gendre du rabbin de Kalisz, Abram Abel Gombiner.
Le grand incendie de la ville en 1753 détruit la plupart des documents municipaux, y compris les archives de la communauté juive. Par conséquent, la charte de localisation de la ville est rééditée par le roi Stanislas II Auguste. Kutno et les villages voisins sont habités par environ 1 800 Juifs, mais on ignore combien vivent dans la ville elle-même. Le XVIIIe siècle marque le début d'une nouvelle étape dans l'histoire de la communauté juive de Kutno, notamment en ce qui concerne sa structure organisationnelle. L'autonomie juive en Pologne est abolie en 1764, lorsque le Conseil des Quatre Pays est dissous par décision de la Diète de Pologne. La situation des communautés juives des villes privées diffère sensiblement de celles situées dans les villes royales.
Les Juifs vivant dans des villes privées ont des possibilités limitées de changer de lieu de résidence ou d'acheter un bien immobilier, mais dans les situations de conflit, notamment avec les citadins chrétiens, ils peuvent compter sur la protection des propriétaires urbains. En 1766 un accord est signé à Kutno entre l'héritier de la ville, le chancelier Andrzej Zamoyski, et la communauté juive locale. Le document précise les droits et obligations de la communauté, et détermine surtout les impôts supplémentaires imposés aux Juifs. Il s'agit notamment de l'impôt dû à l'État et des redevances privées, taxes sur les baux et les loyers, paiements pour le droit de s'installer, d'exercer des activités artisanales, de construire des maisons, etc.
À l’époque, Kutno est une ville riche grâce aux foires hebdomadaires et annuelles qui créent des conditions idéales pour le développement économique. C'est la principale raison pour laquelle les Juifs reviennent dans la ville malgré les destructions et les pogroms. Comme auparavant, ils sont principalement impliqués dans le commerce et l'artisanat, ainsi que dans la gestion d'auberges et de tavernes. En 1765, la communauté juive de Kutno compte 928 personnes. Ce nombre comprend également les habitants juifs des villages environnants et des villes de Żychlin et Gostynin, dépendant de la communauté de Kutno. D’après R. Mahler ce chiffre est certainement sous-estimé d’au moins 20 %. Pour lui, la population fiable de la communauté de Kutno n'est pas inférieure à 1 115 personnes auxquels s'ajoute un certain nombre d'enfants jusqu'à l'âge d'un an, qui n'ont pas été inclus dans le recensement. Mahler estime le nombre d'enfants en bas âge à 6,35% de la population totale, et donc d'après lui, en 1766 le nombre de personnes dans la communauté juive de Kutno, se situe entre 1 185 à 1 200. Vers 1790, les Juifs constituent la majorité de la population dans de nombreuses villes du centre de la Pologne. En 1778, Arie Lajb, fils du rabbin de Kalisz Yosef Chaim, est nommé rabbin de Kutno. Avant de prendre la chaire rabbinique de Kutno, il était à partir de 1768 dayan de la communauté juive de Poznań.
Au XVIIIe siècle, un certain nombre d'institutions sont créées par la communauté juive de Kutno, notamment un hôpital et la société funéraire Hevra Kaddisha, cette dernière s'occupe de l'entretien du cimetière, des funérailles et de l'aide aux personnes endeuillées. En 1793, le premier enterrement enregistré a eu lieu au cimetière juif de Kutno. Le cimetière est situé dans la partie nord de la ville. Les dernières funérailles sur place, après presque six ans d'interruption, sans compter l'enterrement des cendres des Juifs assassinés à Chełmno le 28 avril 1946, se dérouleront en 1948.

### Du deuxième partage de la Pologne à la fin duXIXesiècle
Après le deuxième partage de la Pologne en 1793, Kutno se retrouve sous domination prussienne et fait partie de la province de Prusse-Méridionale. Le 17 avril 1797, le Statut général des Juifs (General-Juden Reglement für Sud und Neu-Ostpreussen) est proclamé à Berlin. Le gouvernement prussien introduit diverses modifications dans la législation, qui affectent également le statut juridique des Juifs de Kutno. Tout d’abord, le 6 février 1802, la propriété privée des villes, ainsi que les corporations sont abolies. Le statut de la population juive de Kutno dépend alors directement des décisions du gouvernement. Il est interdit aux communautés et aux rabbins d'utiliser le herem (mise au ban de la communauté) et d'autres punitions rituelles. Les Juifs doivent élire un conseil, dont les membres, les parnassim doivent être agréés par le gouvernement. Les premiers membre du conseil sont les personnes les plus riches de la communauté. On trouve : Hirsz ben Mejer, riche marchand de textile, Hirsz ben Lajbel, détenteur d'un monopole domanial, Wolf ben Chaim, détenteur d'un bail dans le commerce de l'alcool, et Szlomo ben Abraham. Lors des élections de 1810, les électeurs élisent Baruch Lipski, Jakub Szyje Hirszberg, Jeremiasz Majzler et Michał Szlame Nelken comme membres du conseil de surveillance de la synagogue. Comme l'exigent les statuts, ceux-ci ont été approuvés le 14 juillet 1810 par le préfet du département de Varsovie et cette décision des autorités est présentée à la communauté par le maire de la ville dans la grande synagogue le 21 juillet 1810. Après quelques mois, Jeremiasz Majzler, qui a quitté la ville, est remplacé par Litman Senator.

Le 8 février 1806, les autorités prussiennes autorisent désormais les Juifs à s'installer dans toutes les villes, tout en veillant à la juste proportion entre le nombre de commerçants et artisans chrétiens et juifs. Mais dans la pratique, le changement de lieu d'installation n’est pas si simple, comme le souligne clairement la transzyn (réponse de l’administration) à Moses Hirsz Schonberg de Kowal, qui en 1806 désire s'installer à Kutno. Il doit d'abord obtenir un certificat (consentement) pour quitter son lieu de résidence, présenter sa situation financière et le consentement (autorisation) de la Chambre prussienne pour faire du commerce, et s'il n'a pas de licence, il doit prouver ses qualifications professionnelles.
Les finances de la communauté juive sont dans un état désastreux, du principalement aux propriétaires de la ville qui asphyxient la communauté sous les taxes. Cela affecte l'état des bâtiments publics, en particulier de la synagogue locale. La première synagogue en bois de la ville, mentionnée dans le contrat conclu en 1715 par Marcin Leopold et Konstancja Zamoyscy avec Jan Sołłohub, est détruite par un grand incendie. La construction d'une nouvelle synagogue en brique commence en 1766 et n'est achevée que plus de trente ans plus tard, en 1799. La rue Synagoska fait le tour du bâtiment. En septembre 1939, peu après être entrés dans Kutno, les Allemands vont incendier la synagogue et la démolir finalement en 1940. En 1993, l'attaché culturel de l'ambassade d'Israël en Pologne dévoilera un obélisque commémoratif près de l'ancien site de la synagogue.
Pour les Juifs, en 1796, l'impôt sur le domicile se compose d'un impôt direct et d'un certain nombre d'impôts indirects sous forme de taxes sur les baux et les successions. Les revenus du propriétaire de Kutno s'élèvent à 7 321 florins. En plus des impôts domiciliaires, les Juifs payent des impôts royaux et municipaux. La constitution parlementaire de 1775 fixe le montant de la capitation à 3 florins par personne âgée de plus d'un an, mais dans la pratique ce principe n'est pas appliqué, le montant étant estimé selon le critère de richesse. La capitation est payée par tous les Juifs de Kutno, à l'exception d'une douzaine de familles parmi les plus pauvres de la ville, et son montant varie de 3 à 18 florins. En 1796, le montant de cet impôt pour l'ensemble de la communauté juive de Kutno s'élève à 1 654 florins. La taxe d’habitation 2 à 8 florins ne s'applique qu'aux chefs de famille, et son montant total est de 482 florins. Ainsi, le total des taxes royales perçues auprès des habitants juifs de la ville au cours de l'année considérée atteint 2 136 florins.
Les revenus de la communauté proviennent de deux sources: un impôt direct et une taxe sur l'abattage des bovins et des volailles. En 1796, l’impôt varie de 2 à 390 florins selon la richesse des familles, rapportant à la communauté un total de 6 539 florins. La taxe sur l’abattage rapporte à la communauté 3 200 florins. Le revenu annuel total s'élève donc à 9 730 florins, dont le propriétaire de la ville retient 2 600 florins jusqu'en 1796 pour le remboursement d’une dette antérieure de la communauté.
Cette mauvaise situation financière conduit la communauté à interrompre la construction d'une grande synagogue en brique pendant près de trente ans et son achèvement n’aura lieu qu’en 1799 grâce à l'argent d’un montant de 12 800 złotys que le propriétaire de la ville devra restituer à la communauté pour un trop-perçu d’impôt entre 1791 et 1794.
En 1796, les autorités prussiennes procèdent à un recensement détaillé de la communauté juive de Kutno. Les données retenues sont en grande partie basées sur les informations du conseil des anciens de la communauté (les parnassim), transmises sous serment à un fonctionnaire prussien. Leur crédibilité, malgré des amendes élevées pour dissimulation de personnes au recensement, laisse beaucoup à désirer car elle ne correspond pas au nombre réel de membres de la communauté. Très probablement, la raison de la sous-estimation du nombre d'habitants est la peur de la population juive contre toute forme de recensement, ignorant les intentions des nouvelles autorités. Sans aucun doute, il est également important de réduire au minimum la charge fiscale de la communauté due à la capitation et aussi diminuer le nombre de garçons pour éviter leur incorporation future dans l’armée prussienne.
Le recensement de 1796 donne:
| Recensement de la population juive à Kutno |                        |                             |
| Catégorie de population                    | Dans la ville de Kutno | Dans les villages alentours |
| Hommes mariés                              | 343                    | 98                          |
| Femmes mariées                             | 342                    | 97                          |
| Garçons de moins de 14 ans                 | 166                    | 84                          |
| Filles de moins de 14 ans                  | 152                    | 63                          |
| Garçons de plus de 14 ans                  | 28                     | 8                           |
| Filles de plus de 14 ans                   | 13                     | 5                           |
| Compagnons Apprentis                       | 25                     | 19                          |
| Servantes                                  | 18                     | 7                           |
| TOTAL                                      | 1 087                  | 381                         |

En constatant que ces données donnent une moyenne d'un peu plus d'un enfant par famille ce qui est fortement improbable, l’historien Dariusz Marchewka estime que la communauté juive de Kutno devait compter environ 1 800 personnes soit au moins 350 personnes supplémentaires.
Jusqu'au XVIIIe siècle, Le commerce ne représente pas plus de 25 % des activités de la population juive de Kutno en raison des restrictions imposées par le propriétaire de la ville, qui détient le monopole de certains domaines commerciaux, comme le commerce lucratif de l'alcool, dont il cède les droits aux bourgeois locaux.
La surveillance religieuse de la communauté juive de Kutno est effectuée par le rabbin local. Dans les années 1789-1819, cette fonction est exercée par Rabbi Towia. Après sa mort, le rabbin Lajzer Jakub Brysz de Leszno lui succède. Il est connu pour de nombreuses décisions humanitaires, notamment en faveur des membres pauvres de la communauté juive. Les Juifs locaux vont défendre leur rabbin après son expulsion avec sa femme, ses trois fils, sa fille et son serviteur Moszek vers Leszno en raison du non-paiement du Geleitzoll, un impôt imposé aux Juifs étrangers. Cependant, ni les interventions des habitants de Kutno, dont l'héritier de la ville, Gadomski, ni l'intercession du Comité des Juifs orthodoxes de Varsovie par lettre du 18 août 1826, soulignant le statut du rabbin en tant qu'homme installé à Kutno depuis plusieurs années, ne réussissent à modifier la décision prise par les autorités du Royaume de Pologne.
En 1807, avec le traité de Tilsit, Kutno fait partie du duché de Varsovie, et après 1815, est incorporé au royaume du Congrès sous tutelle russe. En 1822, les Juifs ont l'interdiction de la libre installation, ce qui conduit à la création de quartiers spécialement assignés aux Juifs. Le plan de la ville de Kutno de 1826 montre clairement la zone habitée par la population juive. Les Juifs vivent au centre de la ville, dans un quartier délimité par les rues Senatorska et Podrzeczna. La plupart résident dans des chaumières primitives en bois ; les maisons en briques ne sont situées que dans la rue Królewska et sur la place de l'Ancien et du Nouveau Marché.
Dans les années 1815-1822, lorsque le système des communautés juives (kehillot) est aboli, un comité de surveillance des synagogues est établi. À Kutno, son siège est situé rue Senatorska (actuellement rue Barlickiego). La première élection du comité a lieu le 8 janvier 1822. Sont élus pour un mandat de trois ans, Abram Jozef Braunsilberg, Lajzer Zylberberg, Haskiel Herszkowicz et Szymon Bruno, un enseignant qui parle et écrit couramment le polonais, comme secrétaire. Mais le 15 juillet 1822, Braunsilberg, son président, démissionne, officiellement pour raison de santé, mais plus certainement pour la situation financière de la communauté comme il l’écrit dans sa lettre de démission « une grande misère parmi les gens de foi mosaïque et les impôts sont insupportables ». Sa démission est acceptée le 29 août 1822. Elle est suivie par celle de Lajzer Zylberberg pour des raisons identiques. Les élections partielles pour les remplacer n’ont lieu que le 19 février 1823 et Szmul Zend est élu au poste de Braunsilberg. Aucun candidat ne s’est présenté pour le poste laissé vacant par Zylberberg.
Les élections suivantes se déroulent le 18 avril 1825, et sont élus : Zanwel Szyja Hirszberg, Jakub Karo Kaliski et Szmul Funt.
Le XIXe siècle est une période de développement rapide de la population juive locale, largement stimulée par la construction de la ligne ferroviaire transportant les marchandises depuis les usines de Łódź. Au cours du siècle, le nombre de Juifs à Kutno passe de 1 376, soit 70,2 % de la population totale en 1800 à 8 978 en 1908.
En 1802, Jan Zygmunt Ringsleben ouvre la première pharmacie à Kutno. D'autres pharmacies vont s'ouvrir ultérieurement dans la ville, appartenant à Karol Hagemeistr (1819) et Abram Brunsilberg; à la fin du XIXe siècle une autre pharmacie est détenue par Lajzor Lewin. Des médecins juifs ouvrent également leur cabinet à Kutno : Jakub Taube, Chaim Laube, Władysław Epsztain, Windyszawer.
En 1808, deux incendies gigantesques, le premier le 31 mai et le second le 6 juin, détruisent la plupart des maisons en bois du quartier juif, ainsi que l’hôpital juif en bois et l’auberge en brique de Boruch Lipski. Les maisons, magasins, ateliers d'artisanat et entrepôts seront dès lors en grande majorité reconstruits en brique. Vers 1815, Lajzer Zylberberg érige une maison en brique au numéro 11 de la place du Vieux Marché, d'une valeur de 3 000 złotys, sur le site d'une maison antérieure héritée de son père, qui fut détruite lors de l'incendie. Mirla, la veuve de Michał Nelken, commerçant de longue date, construit en 1821 pour son fils Jakub, au centre de la ville, un impressionnant immeuble de deux étages d'une valeur de plus de 3 000 złotys. Izrael Berenstein fait construire un bâtiment de 13 pièces sur deux étages, situé au-dessus de son magasin rue Królewska, avec également 5 caves en sous-sol, utilisées pour le stockage du vin et des épices. Cette propriété sera léguée par Izraël à son fils Abram Jozef Berenstein (mort en 1843), qui sera l'un des plus grands négociants de la ville en vin et épice avec Jakub Karo Kaliski. Même avant l'incendie de 1808, Jeremiah Majzler, l'administrateur de la communauté, possédait une maison en brique à deux étages au 58 rue Rynkowa, qu’il vendit le 17 juin 1811 à Zelig Cytron pour 7 500 złotys, qui à son tour la vendit en 1819 à Jozef Beer Buki, rabbin de Łowicz.
Les Juifs sont principalement impliqués dans le commerce et l’artisanat, combinant souvent les deux activités. Les artisans vendent leurs produits dans les foires et les marchés. À l'époque, près de 55 % de tous les Juifs actifs de Kutno travaillent comme artisans. En 1783, les tailleurs juifs de Kutno forment leur propre guilde. Au tournant du XIXe siècle, les anciens de la guilde sont les maîtres tailleurs Mendel Kibel, Tobiasz Kozak et Hersz Mróz ainsi que les chapeliers Syn Grinbaum et Nojech Apelbaum. Les bouchers juifs fondent leur corporation en 1787. Parmi eux se trouvent la famille Grduk, composée des frères Hersz et Szmul Grduk, et du fils de Hersz, Szmul Grduk. En 1815, ils sont tous les trois redevables de la taxe sur la viande cachère à Kutno. Les boulangers sont assez bien représentés, parmi lesquels les frères Szymon et Mendel Wigdorowicz et Moszek Kible. Parmi la population juive de Kutno se trouvent également des représentants des professions libérales: barbiers, infirmiers, médecins, artistes klezmer. Trois orfèvres et dinandiers juifs exercent dans la ville. Le marchand réputé Moszek Salomonowicz est fournisseur de résidents autrichiens.
À Kutno, 29 % des animaux élevés dans la ville, chevaux de trait, vaches et chèvres, sont détenus par des Juifs. Avec d'autres habitants, ils utilisent les pâturages municipaux, mais contrairement aux éleveurs non-juifs, ils doivent payer la spaśne, une taxe spéciale pour le pâturage.
Pendant la courte période du duché de Varsovie (1807-1815), de nombreux artisans juifs s’installent à Kutno. Parmi eux Beer Cyran de Gąbin, Jakub Gesler de Lutomiersk, le cordier Altman venant de la région de Łomża, Szmul Moszek Lewin, un compagnon tailleur de Płock travaillant pour le maître Mendel Kibel, Szmul Wołkowicz, un maître tanneur originaire de Babiak, Pinkus Mendel, un compagnon bronzier de Wyszogród, qui trouve un emploi chez Szlama Tanner, et le tailleur Chaskiel Moszkowicz de Gąbin. Michał Lazarus travaille comme melamed (précepteur) chez Jakub Zylberberg et Szmulker Chaim Józef Huszpiel de Stryków est engagé par le maître Woł Szmuklerz. Chaim, fils du feldsher (officier de santé) Salomon Taube de Koło, s’installe à Kutno pour suivre une formation pratique dans la profession avec le feldsher local Marek Moszkowicz dont il épouse la fille.
En 1830, Chaim Taube et son beau-père remportent un appel d'offres pour l'éclairage de la ville.
Dans la seconde moitié du XVIIIe siècle, Kutno devient un important centre commercial. Des marchés hebdomadaires se tiennent le dimanche et la ville a également le privilège d'organiser quatre grandes foires au cours de l'année, ce qui attire de nombreux commerçants et négociants juifs. Les permis d'établissement sont délivrés par le propriétaire de la ville, mais pour obtenir la citoyenneté de la ville, il faut également payer une taxe et prêter un serment spécial devant le conseil des anciens parnassim, agissant au nom du propriétaire.
Au tournant du XXe siècle, plusieurs tanneries juives sont en activité à Kutno, celle de Szlama Garbarz, de Majer Josek Rotapfel au 189 rue Podrzeczna, celle d’Hersz Falc au 199 de la même rue. Un peu plus tard, Zanwel Szyja Hirszberg va ouvrir la plus grande tannerie de la ville dans la même rue, au numéro 228. Il y a aussi le magasin de papier, de papeterie et d’articles coloniaux de Jakub Steinfeld; un entrepôt d'articles textiles appartenant à Szymon Kaliszer; une importante entreprise de négoce propriété de Jakub Fuks, Emanuel Hirszberg et Sz. Gajbler; une société de négoce de produits agricoles appartenant à M. Rosenthal et Szymon Rozenblum. La région autour de Kutno est principalement constituée de terres agricoles où se sont développées des activités agroalimentaires, principalement l'industrie sucrière et meunière.
La crise des années 1930 entraîne la fermeture de nombreuses usines peu rentables ou vétustes, qui utilisaient souvent des technologies de production du XIXe siècle. Dans l'entre-deux-guerres, seules deux des huit sucreries de Kutno restent ouvertes et en 1927, la sucrerie « Konstancja », en activité depuis 1865, ferme finalement. Les anciens moulins à vent et à eau ne résistent pas à la crise. Cependant, certains petits entrepreneurs réussissent à se maintenir. C'est le cas d'Abram Kibel, qui dirige une usine de chicorée (transformée après la guerre en usine pharmaceutique Polfa, rue Sienkiewicza); de Fiszer Gidalewicz, propriétaire d'une usine dans l'actuelle rue Kochanowskiego; des moulins à huile appartenant à Jarecki et Moszkowicz; de la brasserie de Natan Weinstain et Turbowicz dans la rue Mickiewicza ainsi que la glacière de Weinstein située dans l’actuel parc Romualda Traugutta.
L'industrie moderne se développe lentement. Parmi les plus grandes usines fondées à l'époque se trouve la « Rektyfikacja » de Maurycy et Władysław Rotsztajn, qui, après son expansion dans les années 1930, change son nom en « Kutno Chemical Enterprise » et développe et produit des substances chimiques élaborés. Parmi les industriels célèbres de Kutno dans l'entre-deux-guerres figurent : Jakub Goldstein, propriétaire d'un entrepôt de bois; Chana Erdberg, qui possède de nombreuses propriétés dans la ville; Szymon Geist – propriétaire d'une imprimerie et d'un magasin; Symcha Żelechowski, propriétaire d'un moulin; Natan Weinstein et I. Turbowicz, détenteurs d'une brasserie; Icek Dolman – propriétaire d'une usine produisant des éléments en bois prêts à l'emploi; W. Hirszberg – banquier, et Windheim Blumenson, directeur d'un hôtel. Hermann Geist est libraire et Alfred Rotapfel photographe. Le propriétaire du parc à bois, Izaak Holcman, est un magnat local avec son usine et sa villa situées dans la partie ouest de Kutno. Les frères Nosal; shohetim (abatteurs rituels) et bouchers vivent au sud de la place du Vieux Marché.
Au tournant du XXe siècle, plusieurs petites entreprises manufacturières voient le jour à Kutno. La petite taille de ces entreprises permet aux propriétaires de réagir plus rapidement aux changements de la situation économique et d'adapter la production aux besoins du marché. On trouve l'usine de tabac à priser appartenant à Salomon Leizer Brull et Dawid Prin, les moulins à eau et à vapeur de E. Szyszler, A. Moszkowicz et A. Rubinszlicht, la savonnerie d'Izrael Przedecki, les banques de Jakow Bromberg et Władysław Hirszberg, le grand magasin de Jakób Opatowski, les usines de production de Josef Raabe, la librairie et l'imprimerie de Herman Geist ainsi que le moulin de Dawid Kalman.
Au début du XXe siècle, Kutno est un centre important d’étude de la Torah. Au même moment, le mouvement Haskala, le mouvement des lumières juif, commence à gagner des adeptes dans la ville, remettant en question les enseignements basés sur l'interprétation rabbinique du Pentateuque et plaidant en faveur de l'intégration des Juifs dans la société extérieure. Parmi les étudiants des yeshivot locales on trouve les écrivains Nahum Sokolow (1859-1936) et Sholem Asch (1880-1957). Asch, originaire de Kutno, immortalisera sa ville natale dans de nombreux textes littéraires en langue yiddish.

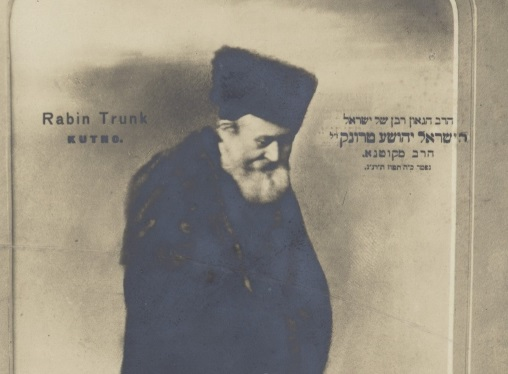
Le rabbin Israel Joshua Trunk

Le rabbin le plus célèbre de Kutno est Israel Joshua Trunk (1821-1893), également connu sous le nom de Star Shiya Trunk. En 1861, il quitte Pultusk sous des accusations de mauvaise gestion et de négligence dans ses devoirs religieux. Il va passer plus de trente ans à Kutno. Il est l'auteur de nombreuses réponses rabbiniques, il connait par cœur la Bible et le Talmud. L'un des descendants de la famille Trunk est le célèbre historien et écrivain américain Yehiel Yeshaia Trunk (1887-1961) de langue yiddish, connu sous son nom de plume Y. Y. Trunk.
Au XIXe siècle, la loi de propination, donnant le droit exclusif aux propriétaire terrien de contrôler l'importation et la vente d'alcool, joue un rôle important dans le développement du négoce juif en ville et dans les villages alentours. La plupart des propriétaires d'auberges sont des Juifs qui louent le droit de vendre des boissons alcoolisées aux propriétaires fonciers locaux. Layzer Zylberberg est un des aubergistes de Kutno les plus riches, vendant également des liqueurs de l'étranger.
Comme dans toutes les autres communautés juives de Pologne, les associations caritatives jouent un rôle important dans la vie des Juifs de Kutno. Leur activité officielle est brusquement bloquée par la loi d'État de 1822, qui dissout toutes les organisations caritatives existantes. Il en est ainsi de la Chevra Kadisha, société funéraire, qui outre l'organisation des funérailles d'un défunt selon les règles religieuses strictes, s'occupe de soigner les malades à leur domicile, initie la création d'hôpitaux et organise l'aide aux membres pauvres de la communauté, et aux jeunes filles nécessiteuses avant leur mariage, etc. Malgré l'interdiction, la société va continuer son activité, mais de façon plus confidentielle. Cependant, ce n'est qu'au début du XXe siècle, que le nombre d'associations caritatives commence à croître de manière dynamique grâce à la libéralisation des réglementations légales concernant les unions et associations. Les œuvres caritatives juives apportent un soutien aux commerçants et artisans pauvres, une aide aux nécessiteux, du carburant l'hiver pour les pauvres et des dots aux femmes aux moyens modestes.
La Kutnowskie Towarzystwo Wspomagania Biednych Żydów (Société de Kutno pour le soutien aux Juifs pauvres), dirigée par des commerçants, des industriels et des banquiers locaux influents est créée en 1908. Il s’agit notamment du rabbin Moszek Pinkus Trunk, d'Herman Geist et de Jakub Juda Brodt. Cette société coordonne les activités communautaires et individuelles d'assistance aux familles pauvres, comme la fourniture de vêtements, de charbon pour l'hiver, de nourriture et de prestations périodiques en espèces, assure aussi la construction des infrastructures nécessaires, comme des refuges pour enfants, des hospices pour personnes âgées, des orphelinats, des écoles primaires et artisanales, des cantines bon marché, et organise des campagnes caritatives récurrentes, des camps d'été, le soutien aux chômeurs, ainsi que l'achat de matériel et d'outils pour les artisans les plus pauvres. Pour ces derniers, la société a créé une banque qui fournit de petits prêts sans intérêt pour le développement de leurs propres entreprises.

### Le début duXXesièclejusqu'à laSeconde Guerre mondiale
Au XXe siècle, en raison du changement des règles régissant le fonctionnement des partis politiques, la communauté juive de Kutno commence à s'impliquer dans la politique. Le Bund socialiste joue un rôle important dans la ville. Il commence ses activités en 1905, mais ne se structure réellement qu'après la Première Guerre mondiale. Pendant l'entre-deux-guerres, le chef du Bund à Kutno est Hersz Kirszbaum. Les activités des bundistes locaux englobent une grande variété d'activités au profit du prolétariat juif, depuis des conférences, des campagnes de sensibilisation, des représentations de troupes de théâtre amateurs, jusqu'à l'aide pour les nécessiteux. Le Bund de Kutno participe aux élections du gouvernement local et même du parlement. Ses membres remportent à plusieurs reprises des sièges au conseil municipal, où se sont élus en 1917 :  Władysław Hirszberg, banquier ; Jakub Brombrerg, commerçant et Maurycy Libermann, marchand. Le Bund encourage les ouvriers à former des syndicats. À Kutno, plusieurs syndicats voient ainsi le jour dont le Syndicat des travailleurs de l'industrie du vêtement, le Syndicat des cordonniers, le Syndicat des travailleurs de l'aiguille et bien d'autres. Le Bund ouvre une bibliothèque et une salle de lecture Peretz dont la collection comprend des livres en yiddish et en polonais.
Le début du XXe siècle apporte de nombreux changements juridiques affectant la population juive, dont le plus important concerne le statut des communautés religieuses. À Kutno, le siège principal de la communauté juive est situé rue Barlickiego.
Les premières organisations sionistes commencent à opérer à Kutno en 1898, mais leur popularité va culminer dans l’entre-deux-guerres. Lors des élections du 15 juin 1924, les sionistes remportent 50 % des voix aux élections du conseil municipal : Les sionistes obtiennent 4 sièges (Sender Falc, Majer Łęczycki, Naftal Rabinowicz et Lejzor Zandberg), les bundistes 2 sièges (Icek Kohn et Izrael Epsztain), le syndicat des artisans sous influence du Bund 2 sièges (Pinches Szpajer et Jakób Beer Frajnd), les paysans 1 siège (Zyndel Comber). C’est une défaite pour le mouvement orthodoxe d'Agudath, qui perd sa position dominante et n’obtient que 3 sièges (Abram Eisman, Joel Sztajnfeld et Natan Wainsztain). Sous la pression des autorités de l'État, un compromis est trouvé : un riche commerçant, Joel Sztajnfeld (46 ans) d'Agudath, est élu président du Conseil et un représentant des sionistes, Sender Falc (35 ans), est élu vice-président.
La ville compte des branches actives du Poale Zion Droite et du Poale Zion Gauche, impliquées dans le mouvement syndical et gérant leur propre bibliothèque sioniste. Le Syndicat des travailleurs non professionnels associé aux sionistes joue un rôle important sur la scène politique de Kutno. Les militants locaux du Poale Zion sont : Beniamin Piotrkowski, Uren Mróz et Hinda Braun. Dans les années 1930, le nombre d’organisations sionistes va doubler.
Kutno et les villes environnantes sont également influencées par les activités de l'Agudath. Le parti sioniste orthodoxe s’est engagé à promouvoir l’importance de la religion dans tous les aspects de la vie. Les membres de la branche locale d'Agudath sont pour la plupart de riches commerçants, entrepreneurs et propriétaires fonciers. Parmi ses militants les plus importants figurent Joel Sztajnfeld, Abraham Zandberg et le sénateur Uszer Mendelsohn, également actif à Łódź. L’activité d’Agudath à Kutno se concentre sur la formation d’un réseau d’écoles religieuses, des heders et des yechivot.
Après l'indépendance de la Pologne en 1918 et la proclamation de la Deuxième République, les communautés juives doivent être gouvernées par un conseil d'administration et un conseil des représentants. Le premier président de la communauté juive de Kutno, est le sioniste Aron Mendlowicz. D'autres organisations juives sont présentes à Kutno pendant dans l'entre-deux-guerres :  la Żydowskie Towarzystwo Kobiet Pracujących (Association juive des travailleuses); la Żydowski Związek Uczestników Walki o Niepodległość (Union juive des combattants pour l'indépendance), dirigée par le président Zdzisław Fruchter; le Żydowska Partia Ludowa (Parti populaire juif), qui regroupe les petits commerçants et est dirigé par Zyndel Comber et Lewin ; la Związek Kupców w Kutnie (Association des marchands de Kutno) ; et la Towarzystwo Wzajemnego Kredytu (Société de crédit mutuel), fondée par Uszer Mendelsohn.
Le mouvement coopératif qui s’adresse à tous les habitants de Kutno, y compris les Juifs locaux, joue un rôle important dans le développement de l’économie de la ville. La Kutnowskie Towarzystwo Zaliczkowo-Wkładowe (Société de paiement des avances et des dépôts de Kutno) est créée dès 1872, mais ne prend son essor que dans l'entre-deux-guerres. La première coopérative juive de crédit de l'entre-deux-guerres est créée à l'initiative d'artisans et de petits commerçants sous le nom de Spółdzielcza Kasa Pożyczkowo-Oszczędnościowa (Union coopérative d’épargne et de crédit). La Spółdzielnia Stowarzyszenia Spożywców « Mizrahi » (Association coopérative de consommateurs « Mizrahi ») est créée en 1920. Au total, cinq coopératives sont fondées à Kutno dans l'entre-deux-guerres, mais une seule continuera ses activités jusqu'en 1939.
La vie politique moderne se développe très tôt à Kutno. En 1898, le groupe politique Hovevei Zion (Amants de Sion), compte déjà plus d'une centaine de membres. Le Poalei-Zion (Travailleurs de Sion) est très actif à Kutno et ses membres se sont mobilisés lors des élections de 1907 à la deuxième Douma, le parlement russe. Les organisations Mizrahi, regroupant les sionistes religieux et le Bund socialiste, sont créés avant la Première Guerre mondiale.
En 1912, les groupes de jeunes Tsehirei-Zion (Jeunesse de Sion) et Pirkhei-Zion (l'Éthique de Sion) sont créés, et en 1916, les groupes Tsehirei Ha'Mizrakhi, Ha'Khaluts et Bnot-Zion. À la même époque, Jugend, l'organisation de jeunesse de Poalei-Zion, est fondée.
De nombreuses institutions culturelles sont fondées durant les deux premières décennies du XXe siècle: la société pour la littérature et la musique Zamir, qui a sa propre bibliothèque et qui plus tard démarrera la culture pour les fatigués ainsi qu'un club d'art dramatique. Ce dernier deviendra le Yiddishe Arbeter Bine (scène des travailleurs juifs). À peu près à la même époque, les sionistes ouvrent une bibliothèque, nommée d'après Ahad Ha'Am, l’un des pères de la littérature hébraïque moderne, avec la plupart des livres en hébreu. La société de littérature Literarishe Gezel Shaft, fondée en 1908 et la Kultur Lige, attirent pour des conférences les meilleurs écrivains et militants politiques juifs polonais et étrangers de l'époque.
Mouvements juifs à Kutno

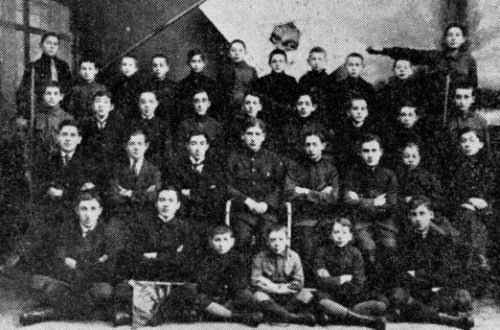
Les scouts juifs
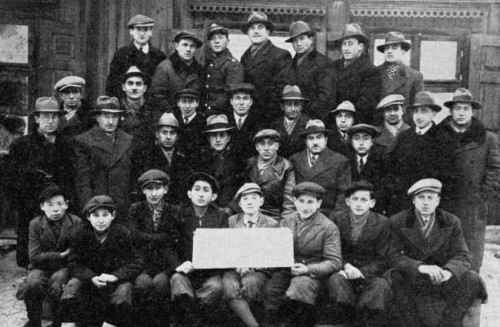
La ligue des travailleurs juifs en 1935
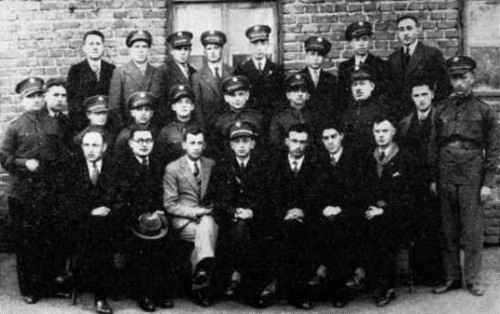
L'Union des soldats juifs en1932
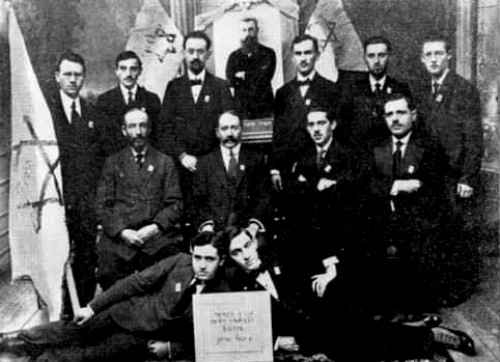
Création de l'association sioniste à Kutno en 1916
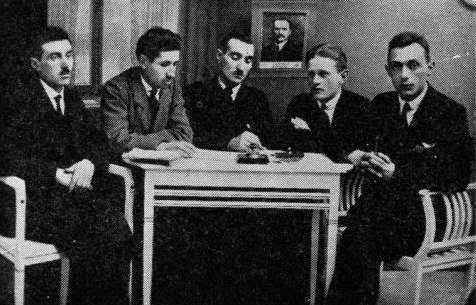
Le premier comité du Poalei Zion à Kutno en 1917
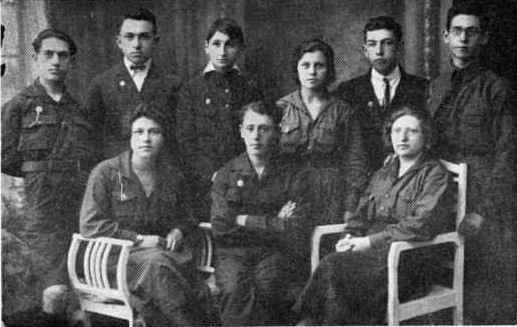
membres de l'Hashomer Hatzair.
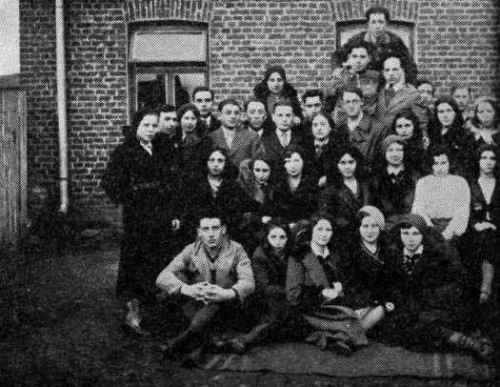
Membres de He Halutz

Dans le domaine de l'éducation moderne, un Cheder Metukan (Heder amélioré) est ouvert avant 1915, un jardin d'enfants en 1917 et en 1918, un lycée bilingue nommé Am Ha'Sefer (Les gens du livre) fondé par Aron Szlomo Alberg, membre de Ha'Mizrakhi et responsable de longue date de la communauté. En 1916, Noach Pryłuckiarrive à Kutno et fonde la première école primaire dénommée d’après l’auteur yiddish Isaac Leib Peretz, dans laquelle la langue d'enseignement est le yiddish.
L'école juive, ouverte en 1916, située au 10 rue Kościuszki porte officiellement le nom : Szkoła Powszechna nr 3 dla uczniów-Żydów (École primaire no 3 pour élèves juifs). Le même bâtiment abritait auparavant un internat pour jeunes filles riches, dirigé par Helena Iberalowa. L'école secondaire pour garçons est située au 34 rue Trzeciego Maja. En 1926, une autre école juive est créée dans la ville et à partir de 1928, elle propose également des cours de yiddish. Une université populaire est fondée en 1925. Il y a également une succursale du YIVO de Vilnius à Kutno.
Les écoles juives de Kutno

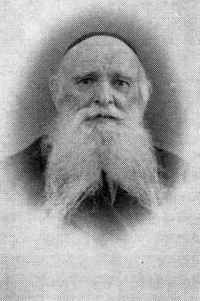
Aron Szlomo Alberg, fondateur du lycée bilingue Am Ha'Sefer
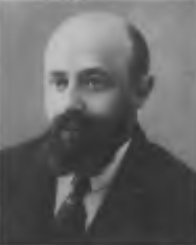
Noach Pryłucki, fondateur de l'école primaire en yiddish
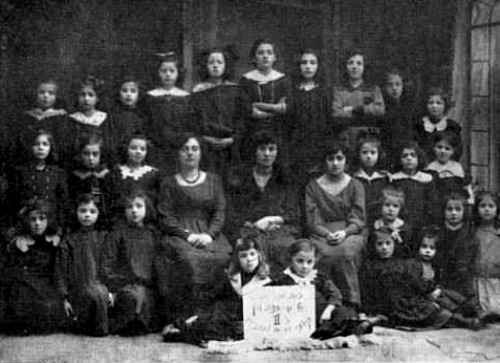
Élève de l'école Banot Zion
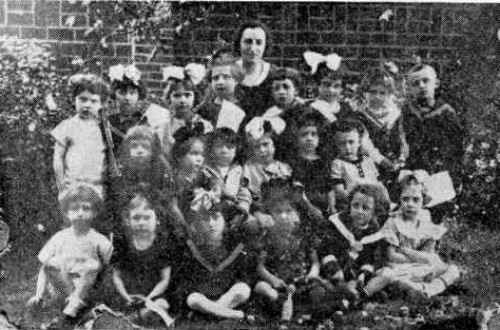
Jardin d'enfants
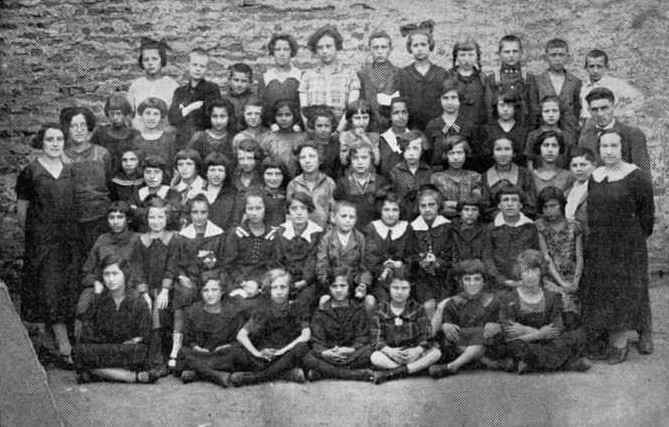
L'école primaire pour élève juifs: élèves et enseignants
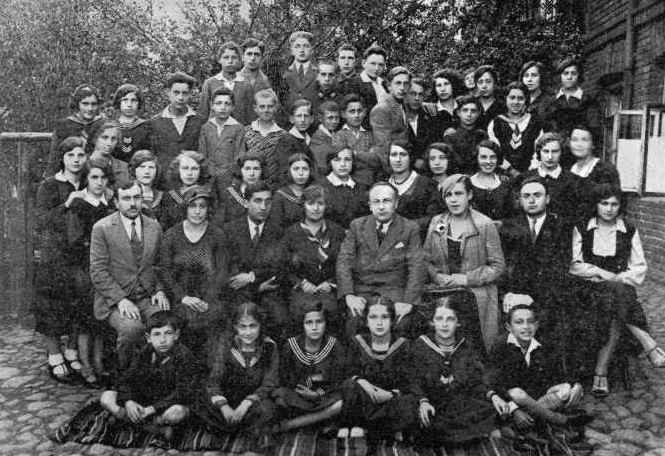
Les diplômés de Am Ha'Sefer avec les nouvelles classes
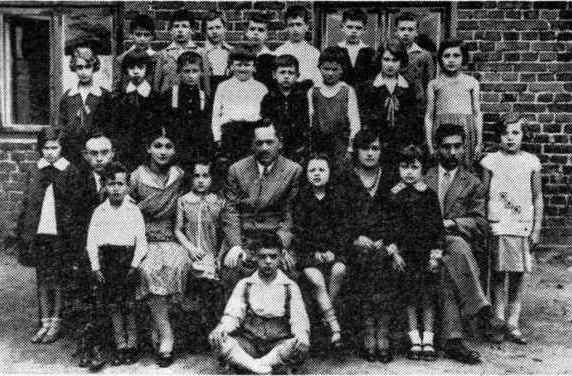
Élèves de Am Ha'Sefer
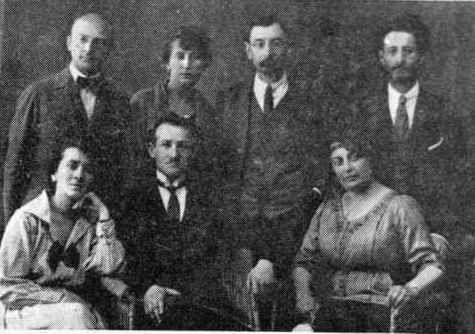
Les enseignants deAm Ha'Sefer
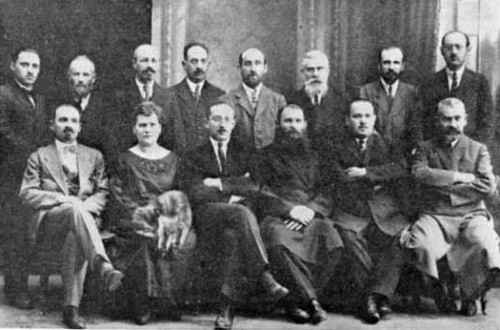
Conseil des parents de l'école Am Ha'Sefer

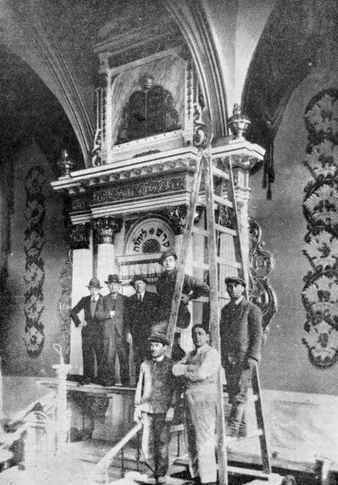
Rénovation de la synagogue en 1934

En 1934, la synagogue vieille de près de 150 ans fait l'objet d'une importante rénovation.
En juin 1936, Kutno fait l’objet d’une tentative de pogrom. Incité par des antisémites locaux. Un garçon de 12 ans lance une pierre lors d'un défilé du ‘’Pain consacré’’ et blesse l'un des participants. Les Juifs sont immédiatement accusés d'avoir profané le défilé. Heureusement une action commune des ouvriers organisés au sein du Bund et du PPS, le Parti socialiste polonais empêche l'émeute.

### LaSeconde Guerre mondialeet laShoah
Kutno est occupée par les Allemands le 16 septembre 1939, au début de la Seconde Guerre mondiale, après d'intenses combats sur la Bzura. La ville, qui comptait juste avant la guerre environ 27 000 habitants dont 6 700 Juifs, est immédiatement intégrée au Reichsgau Wartheland. En plus, environ 3 000 Juifs de Golina (Gollin), Włocławek (Leslau), Kalisz (Kalisch) et Koło (Warthbrücken) ainsi que de petites communautés comme Lipno (Leipe), Dobrzyń, Ciechocinek et Toruń (Thorn) trouvent refuge à Kutno. À l’inverse, un nombre important de Juifs de Kutno, principalement des jeunes et des intellectuels impliqués dans des activités politiques, quittent la ville au tout début de la guerre et rejoignent les régions de Pologne occupées par les soviétiques selon le Pacte germano-soviétique. Au début de l’année 1940, il y a environ 9 000 Juifs à Kutno, soit près de 2 300 de plus qu'à la veille du déclenchement de la guerre.

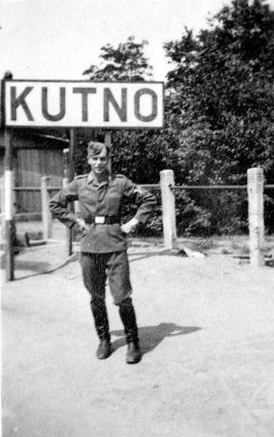
Soldat allemand à Kutno

La première rafle de la population juive à Kutno est organisée le 19 septembre 1939. Tous les hommes sont enfermés dans une église locale et dans le cinéma Modern. La majorité est relâchée deux jours plus tard, mais un groupe important est envoyé à Piątek pour du travail forcé et un autre groupe de 70 Juifs au camp de prisonniers de guerre civils de Łęczyca. Le 25 octobre 1939, l'occupant allemand instaure la généralisation du travail forcé. Le Judenrat local, subordonné aux autorités allemandes, est créé le 3 novembre avec S. Falc comme président, assisté de P. Goldszejder, L. Praszkier, I. Kubic et Sz. Opoczyński. Le 8 décembre 1939, les Juifs ont l'interdiction de circuler sur les trottoirs, de sortir après 18h et sont contraints de porter une étoile jaune cousue sur leurs vêtements. Le même mois, le Haupttreuhandstelle Ost (HTO – Bureau principal des fiduciaires pour l’Est) confisque le grand moulin de Szlajfer et Blumstein ainsi que trois magasins juifs : la pharmacie de Lejzor Lewin, le magasin d’articles de sport, loisir, plein air d'Arch Koppel et la bijouterie de Lejzor Korn. Dès le début de 1940, toutes les entreprises juives sont aux mains des forces d'occupation. En plus, les autorités allemandes imposent des contributions aux Juifs, tant en espèces qu'en nature. Ils réclament par exemple 15 000 reichsmarks à la communauté juive pour rénover et meubler la maison du chef local de la Gestapo. La somme est collectée grâce à une contribution publique imposée par le Judenrat.
L’intérieur de la synagogue est aspergée d'essence puis incendiée, mais l'incendie s'éteint malgré plusieurs tentatives. Plus tard, les Polonais et les Allemands vont la détruire en arrachant tout ce qui est récupérable. Il ne restera alors que la coque calcinée.
En décembre 1939, tous les hommes juifs de Kutno entre 16 et 60 ans sont astreints à 2 jours de travail forcé par semaine. À partir de la mi-janvier, cette obligation va aussi s’appliquer aux femmes entre 18 et 25 ans. Un des amusements des soldats allemands, est de forcer les hommes étudiant dans le Beth Midrash à nettoyer à mains nues, sans pelle ni balais, la place du marché recouverte de crottin de cheval.
Une partie des travailleurs forcés de Kutno est employée à la construction de l’autoroute entre Francfort-sur-l'Oder et Posen (Poznań). Un autre groupe est envoyé à la mine de Fürstengrube en Haute-Silésie pour l’extraction du charbon.
Le vol des biens juifs commence dès que l’armée allemande est entrée en Pologne et a établi son administration à Kutno. Cette action de dépossession est dirigée par la Haupttreuhandstelle-Ost (HTO), avec son siège à Berlin et une succursale à Posen (Poznań). Dès le début du mois de novembre 1939, les soldats allemands pillent les magasins juifs de leur propre initiative. Le vol systématique commence en février 1940, lorsqu'un groupe de dix Volksdeutsche (Allemands de souche) arrivent à Kutno, afin de donner les biens juifs à des colons allemands. L'officier de la Gestapo Hoffmann, surnommé « Nuche », un vrai sadique psychopathe, s’en prend principalement aux jeunes filles qu’il violente et viole. Un autre homme, membre de la SA, surnommé « Le Jaune », torture les Juifs à l'aide d'une matraque métallique.

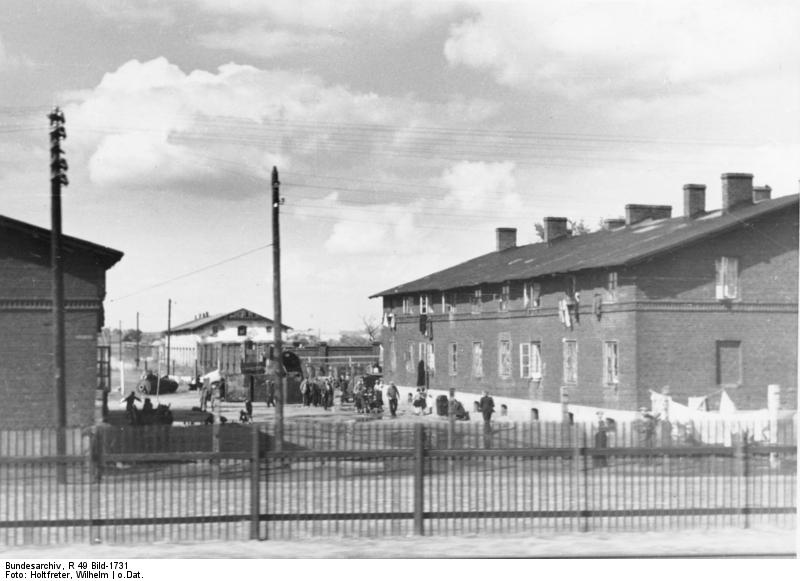
Le ghetto de Kutno

Le 14 avril 1940, les Allemands commencent à former un ghetto à Kutno, entourant progressivement la zone de l'ancienne usine sucrière « Konstancja » de barbelés. Le ghetto officiellement nommé ‘’Judenlager Konstancja’’, d’une superficie 5 000 mètres carrés, est ouvert quatre jours plus tard; sa population s'élève à environ 8 000 Juifs non seulement de Kutno, mais aussi des environs. Le ghetto est gardé par des membres de la Schutzpolizei (Schupo) avec à leur tête Hageder, qui relève de l'Oberleutnant Weissborn, chef de la Schupo à Kutno.
Sans aucune raison, le chef de la Gestapo, Michael Strumpler, enferme un jour les membres du Judenrat pour les tabasser. Dans la première moitié de 1940, les Juifs de Kutno sont soumis à une vague d'arrestations. Les premiers à être arrêtés sont les propriétaires des magasins confisqués, L. Lewin et A. Koppel. Le 15 février 1940, ils sont emmenés vers un lieu inconnu. Le 14 avril, la majorité des enseignants juifs de Kutno, dont le directeur de l'école primaire juive et les professeurs, madame F. Kac, messieurs S. Klapper, Ch. Meller, R. Rotapfel et Sz. Przygoda sont arrêtés, emmenés dans des camps de travaux forcés ou assassinés. Le 14 mai 1940, c’est au tour des Juifs les plus riches de Kutno d’être arrêtés, Kilbert; Rabe; Kronzylber; Menachem Korn et d’autres, et enfermés dans le bâtiment de l'ancienne compagnie nationale de tabac.
Après avoir été battus et torturés, Menachem Korn est abattu sur place et les autres emmenés on ne sait où sans laisser de trace.
Pour pallier le manque cruel de nourriture, la contrebande s’organise avec l'aide des familles polonaises Z. Rzymowski et T. Białecki et des familles juives Stuczyński et Kapłan et plus tard des sœurs Mróz. Mais la contrebande prend fin brusquement à l'été 1941, lorsque les gardiens de Weissborn sont remplacés par les forces du 41e bataillon de Posen (Poznań), la Gestapo ayant découvert des filières de contrebande aidées par le soudoiement des gardes. Plusieurs membres du groupe de contrebande sont arrêtés suite à une dénonciation et sont pendus à Włocławek.
Avant que le ghetto ne soit complètement isolé, deux médecins polonais, J. Perkowicz et J. Milanowski, apportent une assistance médicale à la communauté, conseillant, effectuant des opérations chirurgicales simples et distribuant des médicaments provenant de leur propre stock. La vaccination contre le typhus commence dès juillet 1940. Malgré 15 000 injections, l'épidémie ne peut être évitée. En septembre 1940, le Judenrat demande aux autorités de Łódź d'envoyer deux médecins : un chirurgien et un dentiste, mais celles-ci refusent, expliquant qu'il y a déjà une pénurie de médecins dans le ghetto de Łódź même. Le Judenrat ouvre un petit hôpital dans l'une des maisons du ghetto, administré par le Dr Weinsaft de Krośniewice, un juif converti. Pendant un certain temps, le Judenrat de Kutno reçoit des dons du Joint, pour l'alimentation des pauvres et pour les soins médicaux. Dans la seconde moitié de 1940, le Joint envoie 10 000 marks et quelques produits alimentaires comme du lait en conserve pour les jeunes enfants, et de la graisse pour la cuisine. Fin novembre, le Judenrat reçoit un don de 3 000 marks de l'organisation des Juifs allemands de Berlin, mais cette somme est infime, compte tenu des dépenses quotidiennes du Judenrat qui se montent à 800 marks, alors que ses revenus ne sont que de 300.
Malgré les conditions catastrophiques à l’intérieur du ghetto, les jeunes du Bund mettent en place un semblant de vie culturelle, organisent des concerts, des pièces de théâtre, des conférences et ouvrent deux écoles. Tout va être gelé à l’apparition du typhus.
L’épidémie de typhus éclate dans le ghetto en janvier 1941 et malgré les efforts des médecins juifs, en particulier du docteur Juliusz Weinsaft, et du médecin polonais Bolesław Jędraszko de Varsovie, autorisé par les autorités allemandes à entrer et à sortir du ghetto pour leur donner un avis expert sur la situation, l’épidémie va durer jusqu'en juin 1942, tuant plus de 500 personnes. L'hôpital provisoire ne pouvant accueillir tous les malades, un grand nombre d'entre eux doivent rester dans leurs abris, contaminant les bien-portants. Les docteurs Weinsaft et Brzóska, ainsi que l'assistant médical Aspersztajn sont responsables de l'hôpital du ghetto, dirigé par Artur Frankensztajn, avec ses quinze lits et son service de consultations externes. Les Allemands interdisent l’approvisionnement du ghetto en marchandises, ce qui entraîne une augmentation de la mortalité due au froid et à la famine. Entre décembre 1940 et mars 1941, 663 Juifs meurent à Konstancja, dont 278 du typhus.
Jusqu’à l’été 1941, plusieurs Juifs réussissent à s’échapper du ghetto en soudoyant les gardes. Avec l'augmentation du taux de mortalité et la fuite du ghetto, sa population diminue : au 18 avril 1941, selon les chiffres enregistrés par les Allemands, il y a 6 604 Juifs, dont 5 239 habitants de Kutno et 1 365 réfugiés. Le 15 juillet 1941, il n’y a plus que 6 015 Juifs dans le ghetto.
La vie dans le ghetto (Images des Archives fédérales allemandes)

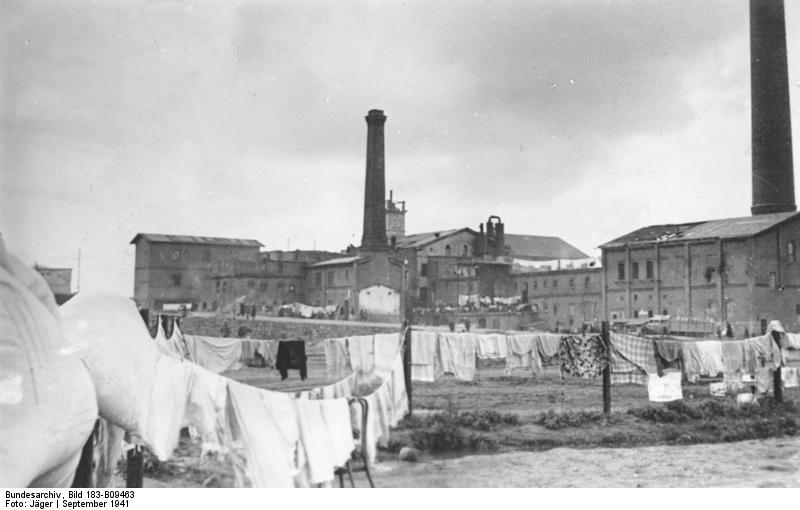
Les bâtiments de l'usine
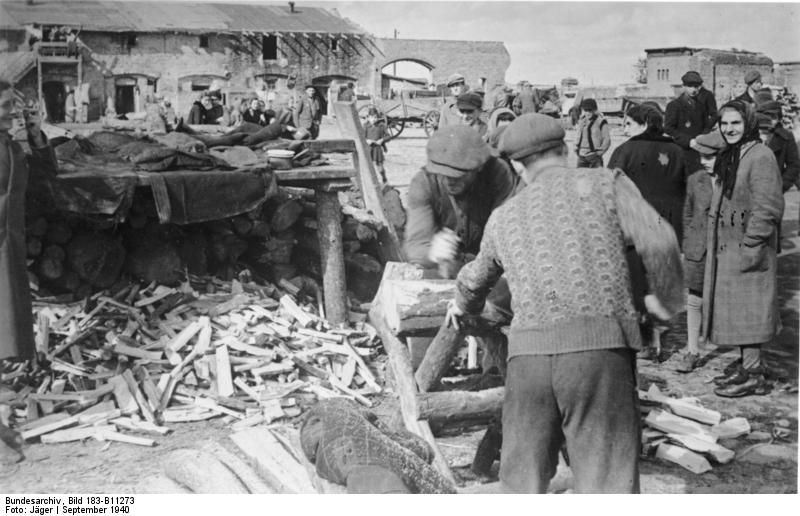
Découpes de bois
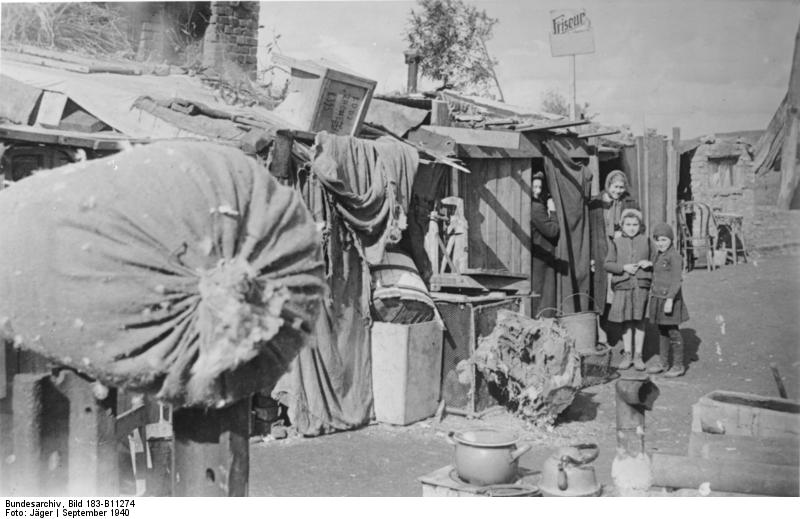
Habitations dans le ghetto
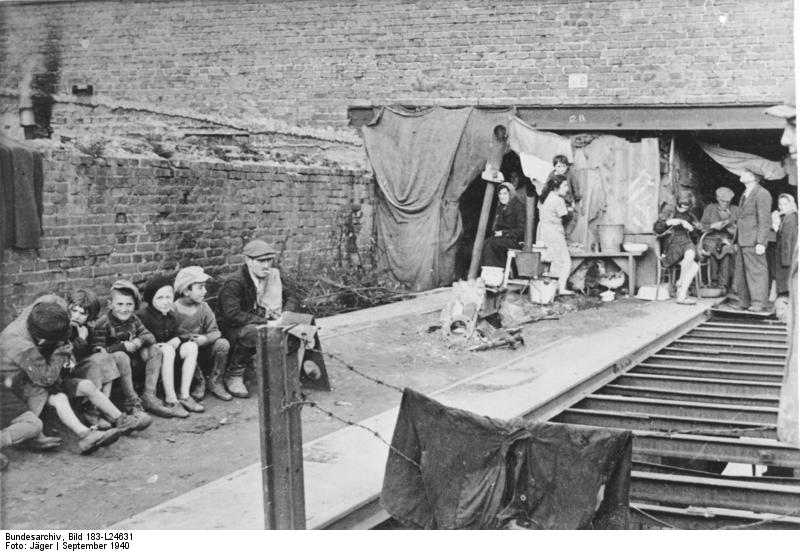
Les enfants dans le ghetto
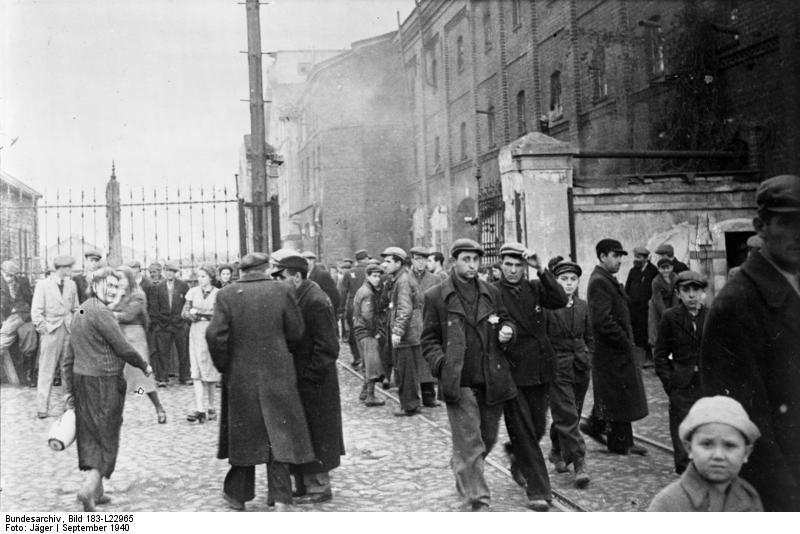
Les jeunes du ghetto
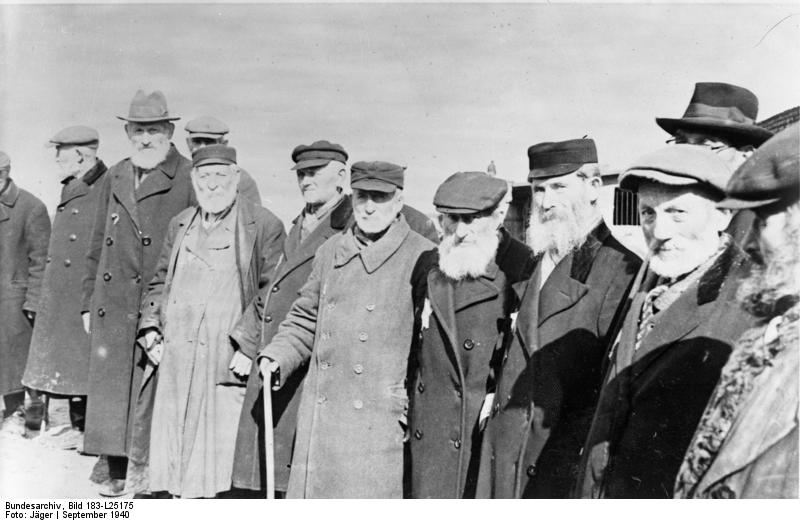
Les personnes âgées
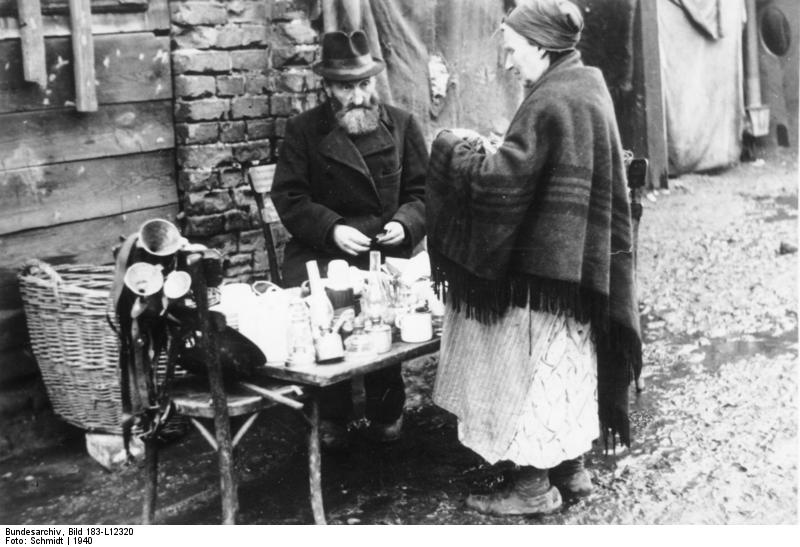
Vendeurs de rue
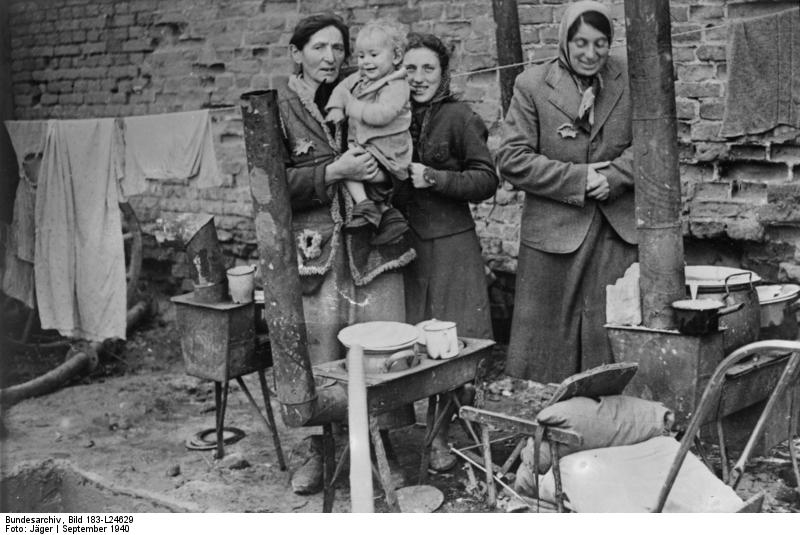
Point de cuisson
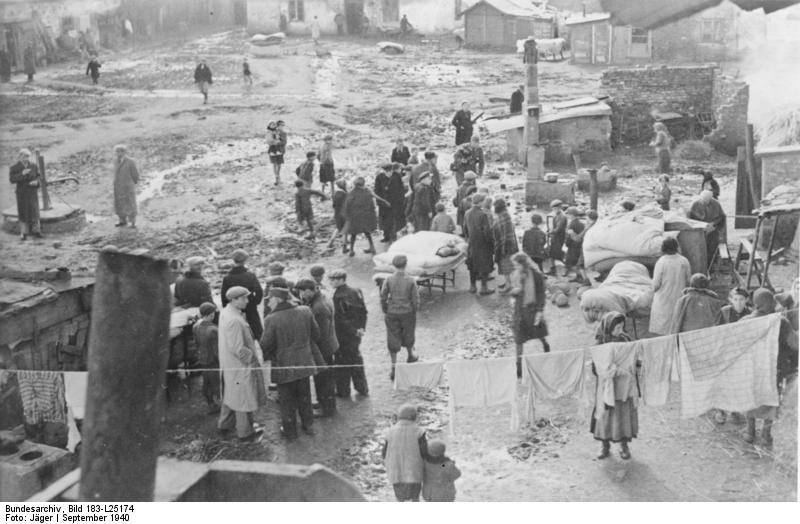
Aperçu du ghetto
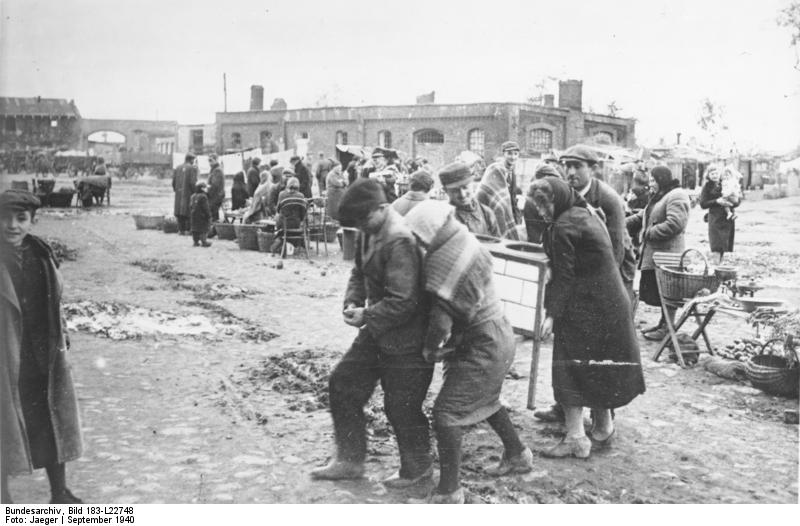

Le 19 ou 23 mars 1942, les Allemands entament le processus de liquidation du ghetto. Les prisonniers, par ordre alphabétique sont conduits par groupes de plusieurs centaines de personnes à la gare à voie étroite de Koło, et de là transportés directement au camp d'extermination de Chełmno. Environ 6 000 Juifs de Kutno sont assassinés dès leur arrivée au camp dans des camions à gaz et leurs corps enterrés. Les fours crématoires n'apparaitront à Chełmno que dans le courant de l'année 1943. La liquidation du ghetto est achevée le 26 mars 1942. Les derniers habitants du ghetto à être déportés sont les Manszester, Zylber, Kibel et Opoczyński. Bernard Holcman, président du Judenrat, ainsi que Manszester et Gurker, les derniers policiers juifs, sont abattus sur place.
Le 19 janvier 1945, l'Armée rouge libère Kutno. Seuls 213 Juifs, vivant à Kutno avant la guerre ont échappé au massacre. Environ 50 de ces rescapés de la Shoah retournent à Kutno, dont Kleinermann, un pédiatre. La plupart vont quitter la ville après les campagnes antisémites du gouvernement polonais en 1968. Le dernier Juif de Kutno, Aaron Ejzyk, un rosiériste, décède dans les années 1990. Il n'y a actuellement plus de Juifs à Kutno.

## Personnalités juives nées à Kutno
- Mieczysław Altman (1916-1997), mathématicien, s'installe en 1969 aux États-Unis. Spécialiste des méthodes numériques en analyse fonctionnelle.
- Sholem Asch (1880-1957), écrivain et journaliste yiddish, s'installe en 1939 aux États-Unis puis en 1955 en Israël
- Abram Wolf Edelman (1832-1907), premier rabbin de Los Angeles
- Mikhail Girshovich (1904-1947), major général de l'Armée rouge
- Franciszek Hirszberg (1863-1933), industriel, zoologue et géologue à Łódź
- Jakub Hirszberg (1848-1914), industriel, cofondateur de la Société caritative juive de Łódź, frère de Franciszek Hirszberg
- Adam Kersten (1930-1983), historien spécialiste de l'histoire de la Pologne au XVIIe siècle
- Izaak Kersz (1918-1990), historien spécialisé dans l'histoire de la communauté juive de Łódź et de son nouveau cimetière. Pendant la Seconde Guerre mondiale, il combat dans les unités partisanes des Frontières orientales, puis dans les rangs de la 1re armée polonaise.
- Herman Kirszbaum (1895-1944), homme politique polonais et militant du Bund. Il est tué pendant l'insurrection de Varsovie
- Juliusz Marso (1870- ?), chanteur classique, directeur de l'École de chant soliste et de l'École d'opéra
- Stefania Przedecka (1879-1938), militante communiste polonaise et soviétique, membre du SdKPiL, du KPP et du RKP (b ) et WKP (b), fusillée lors des grandes purges staliniennes.
- Isaiah Shavitt (1925-2012), théoricien chimiste israélo-américain
- Iso Szajewicz (1910-1941), compositeur et chef d'orchestre, mort pendant la Seconde Guerre mondiale de façon inconnue.
- Yitzhak Yehuda Trunk (1879-1939), petit-fils du célèbre rabbin Israel-Yehoshua Trunk, rabbin de Lubraniec, puis de Ciechanow et finalement de Kutno Membre du mouvement Poalei Agudat Israel.

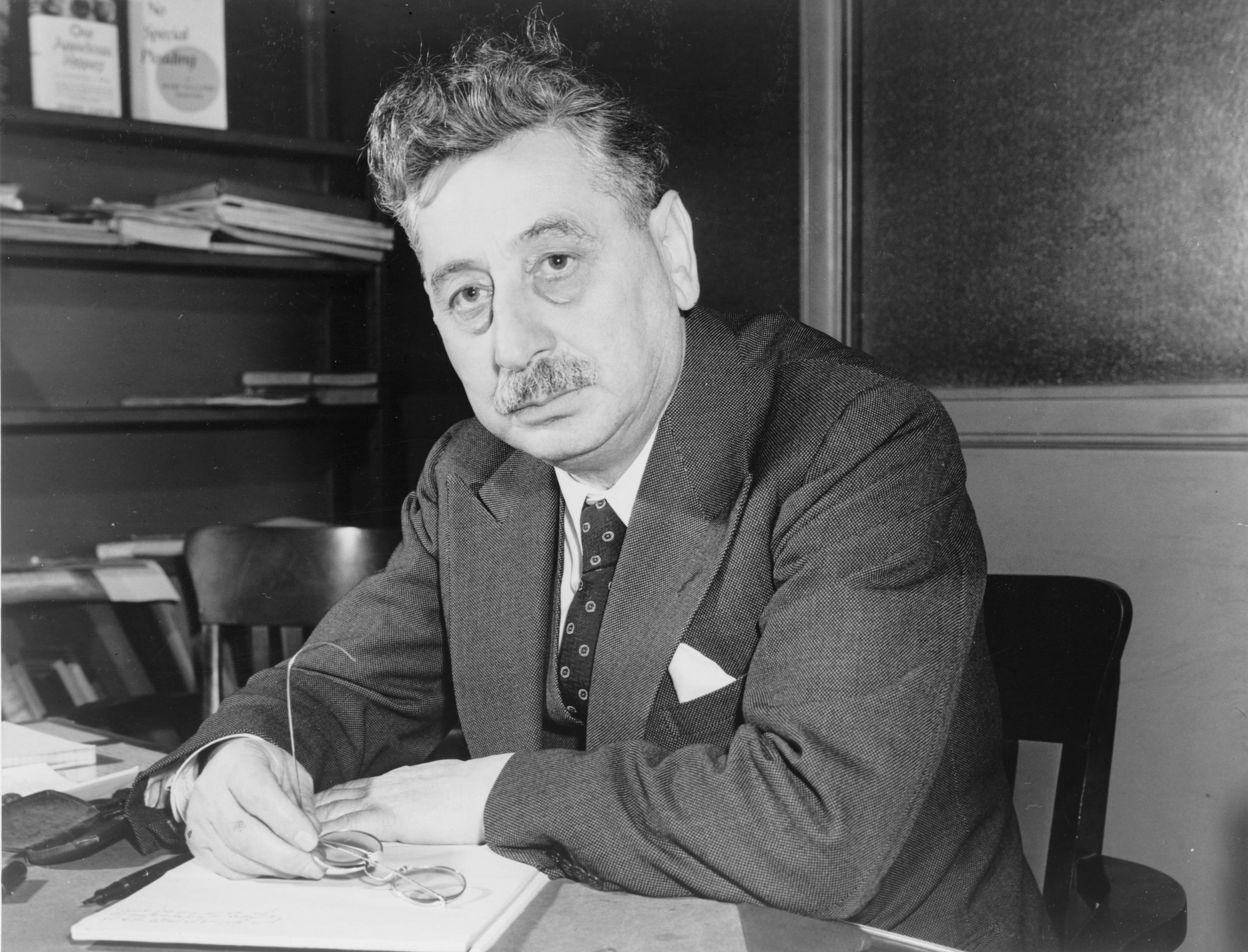
Sholem Asch
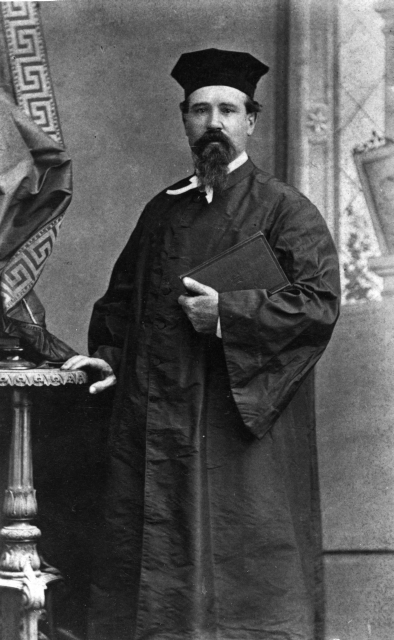
Abraham W. Edelman
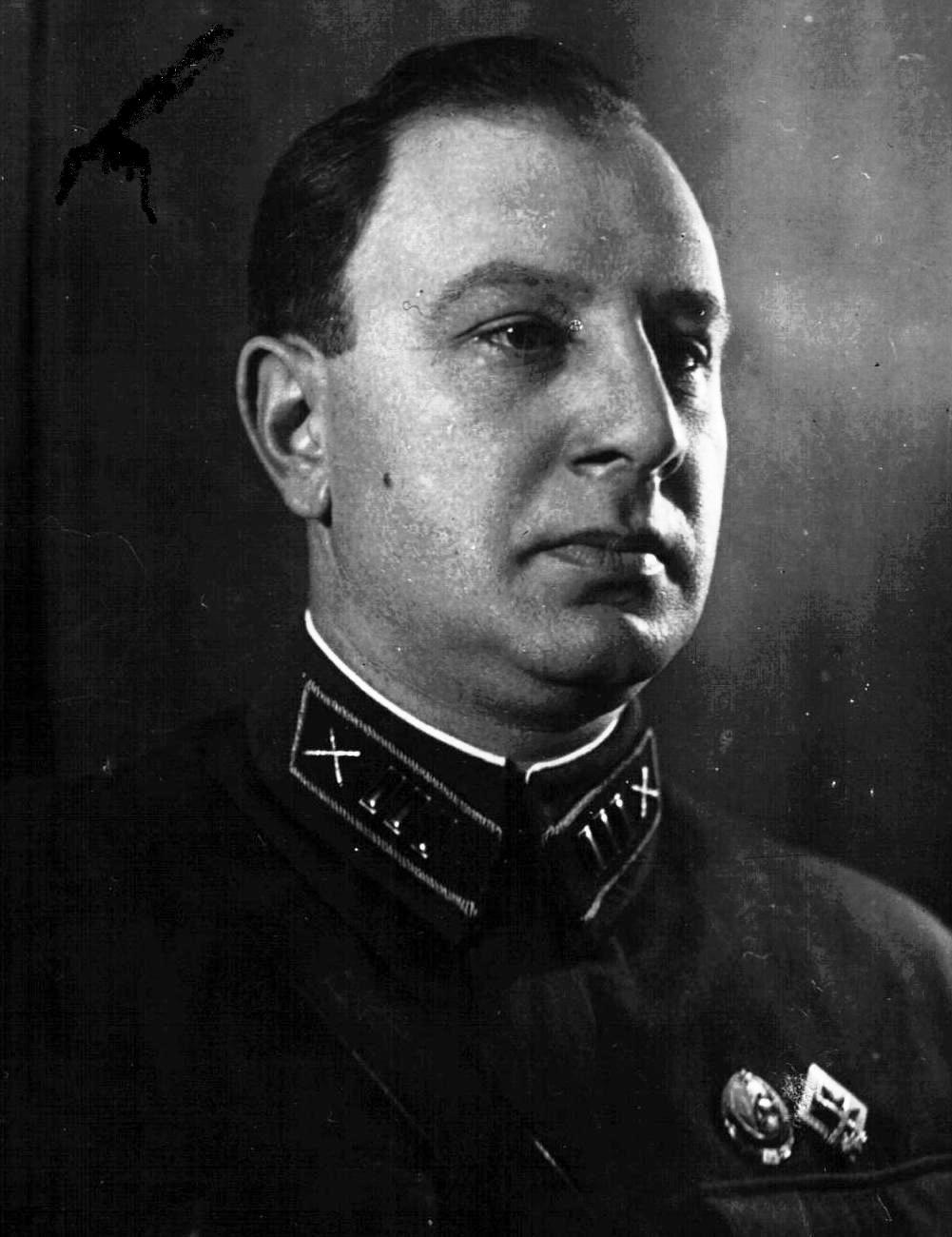
Michael Girshovich
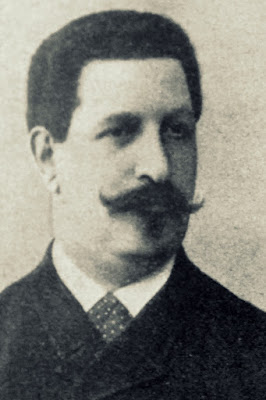
Jakub Hirszberg
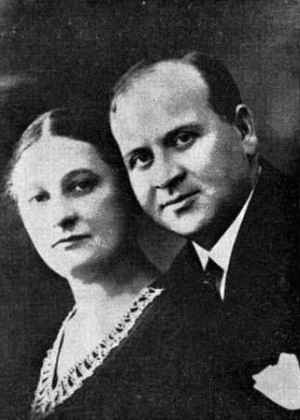
Herman Kirszbaum et sa femme Ewa
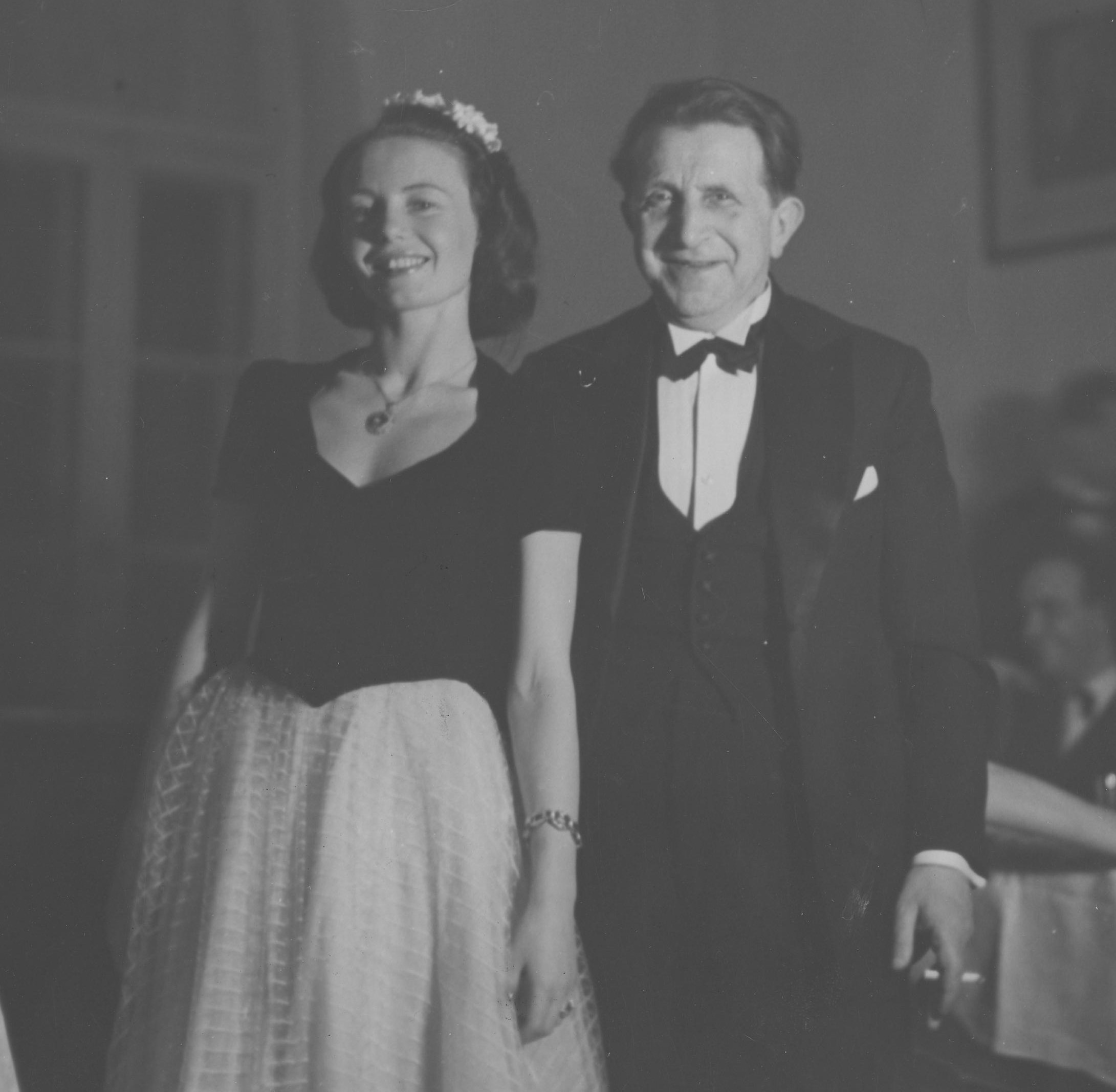
Juliusz Marso et la danseuse Ziuta Buczyńska
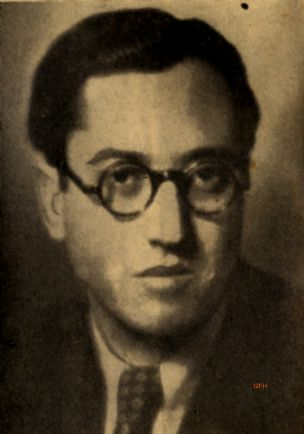
Iso Szajewicz en 1939
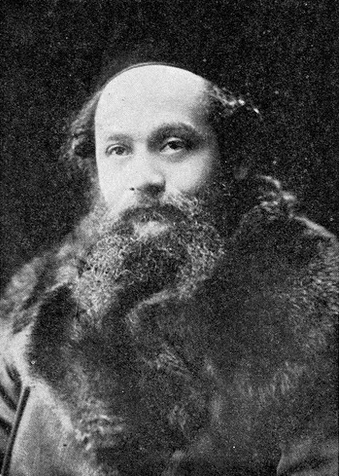
Le rabbin Yitzhak Yehuda Trunk

## Évolution de la population juive
| Population juive à Kutno, |                     |                 |                      |
| Date                      | Population de Kutno | Nombre de Juifs | Pourcentage de Juifs |
| 1808                      | 2 105               | 1 357           | 64,5 %               |
| 1827                      | 4 620               | 2 859           | 61,9 %               |
| 1840                      | 4 060               | 2 635           | 64,9 %               |
| 1857                      | 5 868               | 3 859           | 65,8 %               |
| 1867                      | 7 277               | 4 824           | 66,3 %               |
| 1885                      | 8 566               | 5 686           | 66,4 %               |
| 1909                      | 14 407              | 9 083           | 63,0 %               |
| 1921                      | 15 778              | 6 784           | 43,0 %               |
| 1939                      | ~26 000             | ~7 000          | ~26,9 %              |
| 1946                      | 21 353              | 31              | 0,15 %               |